# Fetih 1453
Фетих 1453 (срп. Освајање 1453) је турски епски акциони филм објављен у фебруару 2012. Прича се темељи на догађаје око Цариграда (Истанбул касније) за време освајања Османлија током владавине султана Мехмеда II.

## Глумци
| Глумци               | Улога у филму            |
| -------------------- | ------------------------ |
| Деврим Евин          | Султан Мехмед II Освајач |
| Ибрахим Челикол      | Улубатли Хасан           |
| Дилек Сербест        | Ера                      |
| Џенгиз Џоскун        | Гиовани Гиустиниани      |
| Ерден Алкан          | Чандарли Халил-паша      |
| Реџеп Актуг          | Константин XI            |
| Раиф Хикмет Џам      | Аксемседин               |
| Наџи Адигузел        | Грандук Нотарад          |
| Седат Мерт           | Заганос-паша             |
| Мустафа Атила Кунт   | Шахабетин-паша           |
| Озџан Алисер         | Саруџа-паша              |
| Јилман Бабатурк      | Исак-паша                |
| Мурат Сезал          | Иса-паша                 |
| Фаик Аксој           | Караџа-паша              |
| Хусејин Сантур       | Батаоглу Сулејман-паша   |
| Намик Кемал Јигитурк | Мола Хусрев              |

## Радња
Године 1453, византијски Константинопољ у опсади је Османлија. Град је само сенка онога што је некад био, а Османска империја доживљава процват. Након година примирја, амбициозни султан Мехмед II одлучује да крене у поход и коначно сломи Византијско царство и преузме Константинопољ у своје руке. Ово је филм у највећој опсади тога времена.

## Издање
Фетих 1453 је објављен 15. фебруара 2012 године. У прве две седмице приказивања постао је најгледанији турски филм и тиме ушао у историју. У режији Фарука Аксоја је до краја друге седмице приказивања филма погледало 4 милиона и 105 хиљада гледалаца. Најскупљи филм у турској Кинематографији, снимљен са 17 милиона долара, ремек дело Фарука Аксоја освојио је титулу филма који је у најкраћем времену прешао границу од 4 милиона гледалаца.

## Реакције
Филм је добио велике похвале и у европским земљама и у САД-у, а љубитељи филма свих старосних доба у Турској показали су велику заинтересованост према филму, а највише ученици. Препоруке наставника историје и колективи у Кини посебно су утицали на обарање рекорда гледаности.